# Wilhelm Pitz
Wilhelm Pitz (* 25. August 1897 in Breinig im Landkreis Aachen (heute Stolberg (Rhld.) in der Städteregion Aachen); † 21. November 1973 in Aachen) war ein deutscher Chorleiter. Er wurde vor allem als Leiter des Chores der Bayreuther Festspiele bekannt.

## Leben
Pitz wuchs in einem musikalischen Elternhaus auf. Schon sein Vater leitete den örtlichen Gesangsverein. Wilhelm Pitz erlernte zunächst bei dem Aachener Konzertmeister Fritz Dietrich, einem Joseph-Joachim-Schüler, das Geigenspiel.
Direkt nach der Schulzeit wurde Pitz Eleve im Aachener Stadtorchester, das von 1912 bis 1918 von Fritz Busch geleitet wurde. Schon kurze Zeit später gehörte Pitz zu den Ersten Geigern des Orchesters.
Während des Ersten Weltkrieges schloss sich Pitz einer Militärkapelle an und lernte zusätzlich Posaune. Nach dem Krieg wurde Pitz Leiter des Aachener Gesangvereins und zehn Jahre später Chordirektor des Aachener Stadttheaters.
Nachdem Herbert von Karajan im Jahre 1935 Generalmusikdirektor in Aachen geworden war, erhielt Pitz auf seine Anregung hin das Amt eines „Städtischen Chordirektors“ und wurde zusammen mit Herbert von Karajan bekannt.
Nach dem Zweiten Weltkrieg bemühte sich Pitz um die Wiederbelebung des Aachener Musiklebens. Daneben übernahm er den Kölner Männergesangverein, den er bis 1957 leitete.
Im Januar 1951 erhielt er ein Telegramm Karajans, der ihn bat, für die Wiedereröffnung der Neuen Bayreuther Festspiele, die jetzt unter der Leitung von Wieland und Wolfgang Wagner standen „den weltbesten Chor“ aufzubauen. Pitz akzeptierte und prüfte die Chorsänger von 36 Bühnen. Nach den ersten Bayreuther Chorproben meinte Wieland Wagner: „Wilhelm Pitz ist die größte Chorbegabung, die mir je begegnet ist. Wenn alle so gut sind wie er, ist mir um das Gelingen der Festspiele nicht bange.“
Pitz leitete den Festspielchor von 1951 bis 1973 und trug maßgeblich zu dem berühmt gewordenen „Chor-Klangwunder Bayreuth“ bei.
Nachdem Walter Legge nach dem Zweiten Weltkrieg das Philharmonia Orchestra London als Schallplattenorchester gegründet hatte, wollte er diesem in den 1950er Jahren einen gleichrangigen Chor zur Seite stellen. Aus diesem Grund beauftragte er Wilhelm Pitz, geeignete Sänger auszuwählen. Seit der Gründung des Philharmonia-Chores im Jahre 1957 wirkte der aus bis zu 220 Sängern bestehende Chor unter der Leitung von Wilhelm Pitz bei vielen Schallplattenaufnahmen mit.
Zwischenzeitlich gehörte Pitz im Jahr 1957 zusammen mit Wolfgang Sawallisch, Theodor Bernhard Rehmann, Rudolf Pohl und Anderen zur Festspielleitung des 111. Niederrheinischen Musikfestes in Aachen. Seit 1962 wirkte Pitz auch manchmal an der Wiener Staatsoper, wo er für Karajan und Karl Böhm viele Chorproben leitete.
Zusätzlich leitete Pitz seit 1963 als Dirigent eigene Aufführungen in London, wie Brittens War Requiem oder Händels Messiah.
Bedingt durch eine schwere neurologische Erkrankung beendete Pitz 1973 seine Aktivitäten und zog sich nach Aachen-Kornelimünster zurück, wo er im November 1973 starb. Ein Gedenkstein befindet sich heute vor dem Gebäude der ehemaligen Schule.

## Ehrungen

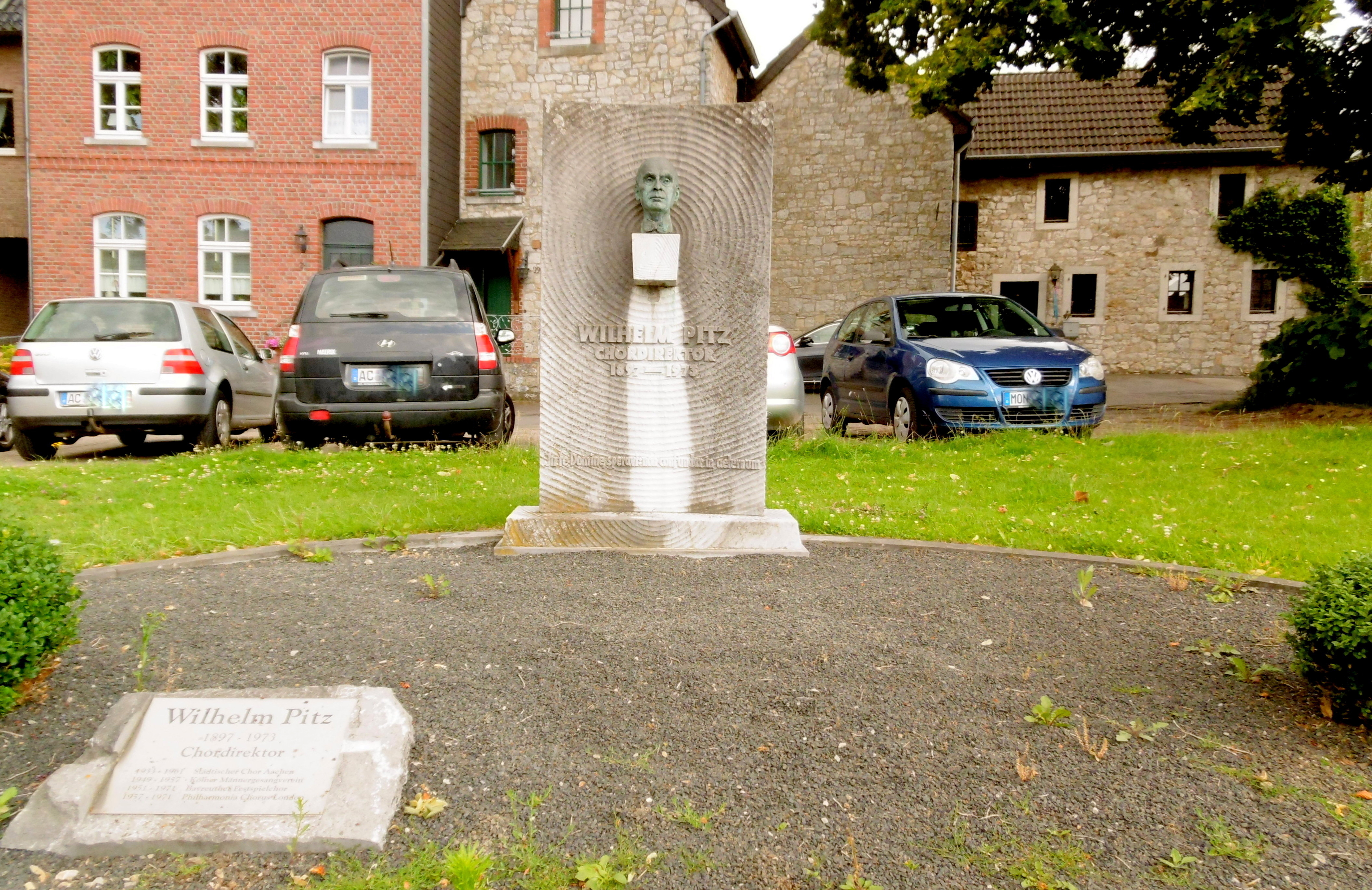
Gedenkstätte Wilhelm Pitz in Breinig

Wilhelm Pitz wurde das Große Verdienstkreuz des Verdienstordens der Bundesrepublik Deutschland verliehen. Weiterhin erhielt er am 30. Juli 1967 den „Goldenen Ehrenring“ der Stadt Bayreuth.
Nach Pitz wurde der renommierte Wilhelm-Pitz-Preis benannt, den u. a. Wolfgang Wagner, Josef Greindl, Astrid Varnay, Norbert Balatsch, Pitz' Nachfolger als Leiter des Festspielchores, Birgit Nilsson, Dietrich Fischer-Dieskau, Götz Friedrich, Hans Mayer, Pierre Boulez und Hans Hotter erhielten.
Darüber hinaus wurde Wilhelm Pitz mit der Namensgebung für den „Wilhelm-Pitz-Weg“ in Aachen-Beverau und der „Wilhelm-Pitz-Straße“ sowohl in Bayreuth als auch in seinem Geburtsort Breinig geehrt. Zudem richtete die Gemeinde Breinig an der Wilhelm-Pitz-Straße eine Gedenkstätte in Form einer Stele ein, an der auf einem kleinen Sockel eine Büste von Wilhelm Pitz aufgestellt ist. Davor ist auf einem weiteren Stein eine Plakette mit seinen wichtigsten Berufsstationen angebracht.